# Sudário de Oviedo
O Santo Sudário de Oviedo é uma relíquia da Igreja Católica mantida na Câmara Santa da Catedral de San Salvador, em Oviedo, principado das Astúrias, Espanha. É um pedaço rectangular de pano de linho manchado de sangue que mede 85,5 × 52,6 centímetros. Pensa-se que o Sudário de Oviedo (do latim: pano de suor) é o pano que foi enrolado em torno da cabeça de Jesus Cristo depois que Ele morreu, como descrito em João 20:6-7:
| “             | [...] venit ergo Simon Petrus sequens eum et introivit in monumentum et videt linteamina posita et sudarium quod fuerat super caput ejus non cum linteaminibus positum sed separatim involutum in unum locum. | ” |
| — Jo. XX, 6-7 | |   |

| “             | Então, chega também Simão Pedro, que o seguia, e entra no sepulcro; vê os panos de linho por terra e o sudário que cobrira a cabeça de Jesus. O sudário não estava com os panos de linho no chão, mas enrolado num lugar à parte | ” |
| — Jo. XX, 6-7 | |   |

## Contexto e história

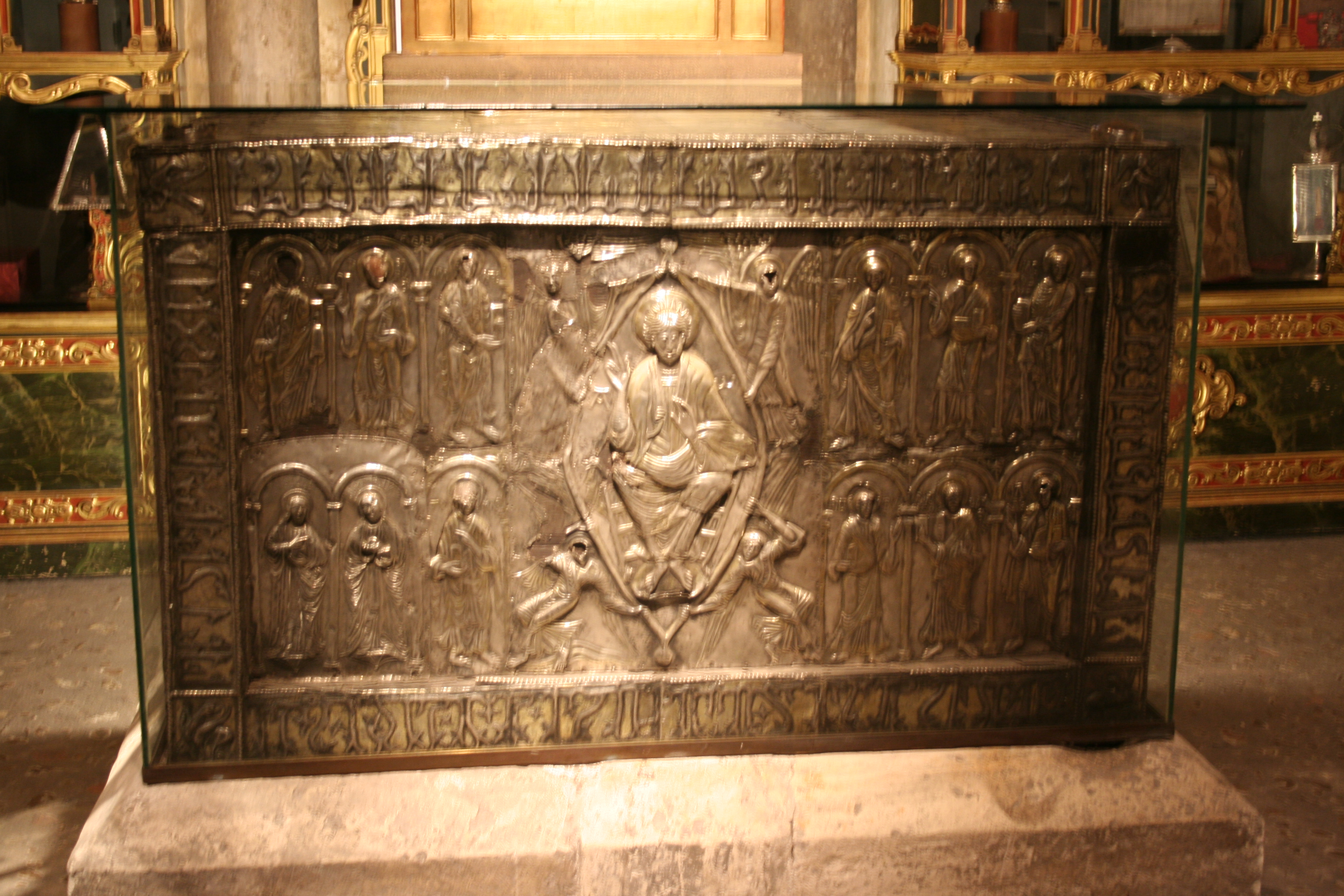
A arca que contém o Sudário de Oviedo.